# Іду на вулкан
Іду на вулкан (азерб. Vulkana doğru) — радянський 3-серійний драматичний телефільм 1977 року, знятий на кіностудії «Азербайджанфільм».

## Сюжет
За мотивами роману Гусейна Мехтієва «Апшерон». 1-а серія «Земля батьків» (1976), 2-а серія «Суперники» (1976), 3-тя серія «Повернення» (1977).
Зустріч сільського хлопчини-табунника Надіра Біляндарлі з геологами віявляється поворотною в его долі. У бригаді знатного нафтовика він отрімає високу робітничу кваліфікацію і знайде нових друзів. А через роки Надір закінчить інститут і стане керівніком нафтопромислу, сміливо і принципово відстоютиме перспективні напрямки нафтовидобутку.

## У ролях
- Расім Балаєв — Надір
- Мамедрза Шейхзаманов — майстер Рамазан
- Лейла Бадирбейлі — Гюльшум
- Мухтар Манієв — епізод
- Камал Худавердієв — майстер Алі
- Шафіга Мамедова — епізод
- Мамед Мамедов — епізод
- Шукуфа Юсіфова — Латіфа
- Гасан Мамедов — Самандар
- Шахмар Алекперов — Амірхусейн
- Гюндус Аббасов — епізод
- Фазіль Салаєв — Аліага
- Тарієл Гасимов — Рустам
- Амілет Ханізаде — Ширван
- Фатех Фатуллаєв — епізод
- Ельданіз Зейналов — епізод
- Рафік Азімов — Джаббаров
- Смандар Рзаєв — епізод
- Земфіра Садикова — Ніса
- Талят Рахманов — епізод
- Шафіга Гасимова — епізод

## Знімальна група
- Оригінальний текст: Мехті Гусейн
- Автор сценарію: Чингіз Алекперов
- Режисер-постановник: Тофік Ісмаїлов
- Оператор-постановник: Рафік Гамберов
- Художник-постановник: Елбек Рзагулієв
- Композитор: Назім Алівердибеков